# José Ferrer (actor)
José Vicente Ferrer de Otero y Cintrón (San Juan, 8 de enero de 1912-Miami, 26 de enero de 1992), conocido como Chemi Ferrer, fue un actor puertorriqueño que participó en más de 60 películas y obras teatrales a lo largo de su carrera. 
Obtuvo tres nominaciones a los Óscar, consiguiendo la preciada estatuilla por su papel en Cyrano de Bergerac (1950) y convirtiéndose así en el primer hispano en ganar este distinguido premio. Sus otras dos nominaciones le llegaron de la mano de Juana de Arco (1948) y Moulin Rouge (1952), en la que daba vida a Henri de Toulouse-Lautrec. 
Debutó como director y productor en la película The Shrike (1955). Durante las décadas de los años setenta y ochenta su carrera como actor se dirigió a la televisión. En 1985 recibió la Medalla Nacional de las Artes, lo que le convirtió en el primer actor en recibir este premio. 
Fue padre del actor Miguel Ferrer (1955-2017) y tío del también actor George Clooney.

## Biografía
José Ferrer nació en San Juan (Puerto Rico), hijo de María Providencia Cintrón, que era de la pequeña ciudad de montaña de Yabucoa, y de Rafael Ferrer de Otero, un abogado y escritor de San Juan. Con seis años se trasladó junto a sus padres a Estados Unidos y allí comenzó sus estudios. Conseguido su título de arquitecto en la Universidad de Princeton, comenzó a ejercer su profesión, pero pronto se lanzó de lleno al mundo de la actuación. Estudió en el Instituto Le Rosey. En 1933, José Ferrer completó su licenciatura en la Universidad de Princeton, donde escribió su tesis de grado sobre "Naturalismo francés y Pardo Bazán". José Ferrer fue también miembro del Club Princeton Triangle.

## Fallecimiento
José Ferrer falleció el 26 de enero de 1992 por un Cáncer Colorrectal qué padecía.

## Filmografía
- Juana de Arco (1948)
- Crisis (1950)
- Cyrano de Bergerac (1950)
- Moulin Rouge (1952)
- El motín del Caine (1954)
- Lawrence de Arabia (1962)
- Voyage of the Damned (1976)
- Stepsister sucks a BBC  (1977)
- Fedora (1978)
- Dracula's Dog (1978)
- Placer y juego y drogas (1980)
- La comedia sexual de una noche de verano (1982)
- Soy o no soy (1983)
- Dune (1984)
- Seducción (1985)
- La confesión de un homicida (1989)
- Condenado (1990)

## Premios y nominaciones
Premios Óscar
| Año  | Categoría              | Trabajo nominado   | Resultado |
| ---- | ---------------------- | ------------------ | --------- |
| 1949 | Mejor actor de reparto | Juana de Arco      | Nominado  |
| 1951 | Mejor actor            | Cyrano de Bergerac | Ganador   |
| 1953 | Mejor actor            | Moulin Rouge       | Nominado  |

Premios Globo de Oro
| Año  | Categoría           | Trabajo nominado   | Resultado |
| ---- | ------------------- | ------------------ | --------- |
| 1951 | Mejor actor - Drama | Cyrano de Bergerac | Ganador   |